# Замарин, Евгений Алексеевич
Евге́ний Алексе́евич Зама́рин (1884 — 1962) — русский и советский учёный в области мелиоративной гидротехники. Академик ВАСХНИЛ (1948).

## Биография
Родился 10 (22) декабря 1884 года в Саратове. Окончил Петроградский политехнический институт (1916).
- 1916—1920 инженер в отделе земельных улучшений Министерства земледелия в Голодной степи, Крыму и Поволжье,
- 1920—1921 инженер по восстановлению железных дорог в Донецком бассейне,
- 1921—1922 заведующий учебной частью техникума Химугля в Луганской области,
- 1923—1925 инженер-мелиоратор Валуйской и Иловлинской опытно-оросительных станций Наркомзема РСФСР в Поволжье,
- 1925—1926 заместитель директора Опытно-исследовательского института водного хозяйства в Ташкенте,
- 1927—1929 преподаватель, зав. кафедрой гидросооружений Среднеазиатского государственного университета,
- 1929—1932 зав. кафедрой гидравлики и гидротехнических сооружений Среднеазиатского хлопково-ирригационного политехнического института;
- с 1932 профессор, в 1937—1941 и 1944—1962 зав. кафедрой Московского гидромелиоративного института; одновременно зав. кафедрой гидротехнических сооружений Белорусского политехнического института (1933—1938),
- 1941—1944 зав. кафедрой гидравлики и гидротехнических сооружений МСХА им. К. А. Тимирязева.

Доктор с.-х. наук с 1936, в 1942 году ученая степень переименована ВАКом на доктора технических наук. Академик ВАСХНИЛ (1948). Член ВКП(б) с 1945 года.
Создатель нового научного направления — с.-х. мелиоративной гидротехники. Разработал основы расчета, проектирования и конструирования гидротехнических сооружений.
Умер 14 марта 1962 года. Похоронен в Москве на Ваганьковском кладбище (участок № 4).

## Награды
- заслуженный деятель науки и техники РСФСР (6.1.1943)
- орден Ленина (1952)
- три ордена Трудового Красного Знамени (1944, 1945, 1949)
- медаль «За оборону Москвы»
- Большая Золотая медаль ВСХВ
- две Малые Золотые медали ВСХВ

## Основные публикации
- Гидротехнический расчет / Гл. хлопковый ком. — Ташкент, 1930. — 90 с.
- Движение грунтовых вод под гидротехническими сооружениями. — Ташкент, 1931. — 112 с. — (Тр. ВНИИ по хлопководству, хлопковой промышленности и ирригации (НИХИ). Сер. Б. Гидротехн. и гидравл.; Вып. 2 (23)).
- Транспортирующая способность открытых потоков. — М.: Стройиздат, 1948. — 76 с.
- Проектирование гидротехнических сооружений. — 3-е изд. — М.: Сельхозгиз, 1961. — 228 с.
- Гидротехнические сооружения / Соавт. В. В. Фандеев. — 5-е изд. — М.: Колос, 1965. — 623 с.